# Усть-Язьва
Усть-Язьва — посёлок в Красновишерском районе Пермского края. Административный центр Усть-Язьвинского сельского поселения.

## История
Населённый пункт известен как пристань с 1916 года. В ноябре 1946 года здесь был образован Усть-Язьвинский сплавной рейд (ранее он входил в систему ГУЛАГа и был известен как сплавной участок). С 28 декабря 1955 до января 2006 года Усть-Язьва была центром Усть-Язьвинского сельского совета.

## Географическое положение
Расположен на левом берегу реки Вишера при впадении в неё реки Язьва, примерно в 34 км к юго-западу от районного центра, города Красновишерск.

## Население
| 2010 |
| ---- |
| 564  |

## Улицы[3]
- 1 Мая ул.
- Акулова ул.
- Гоголя ул.
- Горького ул.
- Жданова ул.
- Кирова ул.
- Лесная ул.
- Маяковского ул.
- Мостовая ул.
- Набережная ул.
- Новостроя ул.
- Производственная ул.
- Пушкина ул.
- Сплавщиков ул.
- Спортивная ул.
- Центральная ул.
- Черёмушки ул.

## Топографические карты
- Лист карты P-40-125,126 Чердынь. Масштаб: 1 : 100 000. Указать дату выпуска/состояния местности.